# Eupithecia sacrimontis
Eupithecia sacrimontis is een vlinder uit de familie van de spanners (Geometridae). De wetenschappelijke naam van de soort is voor het eerst geldig gepubliceerd in 1936 door Prout.